# Love Place
Albums de Kana Nishino
Thank you, Love
(2011) With Love
(2014)
Compilations par Kana Nishino
Love Collection ~pink~/Love Collection ~mint~
(2013)
Singles
Love place est le 4e album solo de Kana Nishino, sorti sous le label SME Records Inc. le 5 septembre 2012 au Japon.

## Présentation
L'album arrive 2e à l'Oricon. Il se vend à 167 712 exemplaires la première semaine et reste classé 15 semaines pour un total de 315 942 exemplaires vendus. Il contient quatre de ses singles et neuf pistes inédites. Il sort au format CD et CD+DVD, sur le DVD on peut trouver les quatre clips de ses quatre singles, ainsi que celui de la chanson Alright présente sur le précédent album.

## Liste des titres
| 1.  | Prologue ~Welcome~                 | Kana Nishino                 | DJ Mass, Kyoko Osako, Emi Hayashi, Toshihiro Takita | VIVID Neon*, Kyoko Osako                                              | 1:42 |
| 2.  | Watashitachi (私たち)              | Kana Nishino                 | Giorgio Cancemi                                     | Giorgio Cancemi (arrangement et arrangement d'un instrument à corde)  | 5:47 |
| 3.  | Day 7                              | Kana Nishino                 | Yuichi Hayashida                                    |                                                                       | 5:07 |
| 4.  | GO FOR IT!!                        | Kana Nishino                 | Fast Lane                                           |                                                                       | 3:57 |
| 5.  | Be Strong                          | Kana Nishino                 | Kasumi, Sotenbo                                     |                                                                       | 4:45 |
| 6.  | Happy Half Year!                   | Kana Nishino                 | Sky Beatz, Fast Lane, Lisa Desmond, Filip Lindfors  |                                                                       | 4:36 |
| 7.  | Love Song                          | Kana Nishino, Saeki youthK   | Saeki youthK                                        | Yuichi Hayashida                                                      | 4:31 |
| 8.  | Fantasy                            | Kana Nishino, DJ Mass, Envie | DJ Mass, Kyoko Osako                                | VIVID Neon*, Kyoko Osako                                              | 3:27 |
| 9.  | Is this love?                      | Kana Nishino                 | Yuichi Hayashida                                    |                                                                       | 4:54 |
| 10. | Honey                              | Kana Nishino, DJ Mass        | DJ Mass, Kyoko Osako, Toshihiro Takita              | VIVID Neon*, Toshihiro Takita                                         | 4:24 |
| 11. | SAKURA, I love you?                | Kana Nishino                 | Jeff Miyahara                                       |                                                                       | 4:41 |
| 12. | Tatoe Donna ni… (たとえ どんなに…) | Kana Nishino, Saeki youthK   | Saeki youthK                                        | Yuichi Hayashida                                                      | 5:33 |
| 13. | kiss & hug                         | Kana Nishino                 | Ryo Nakamura, Yoo Nakamura                          | VIVID Neon*, Takashi Yamaguchi, Tomoyuki Ogawa (arrangement du chœur) | 4:59 |
| 14. | My Place                           | Kana Nishino                 | Shinquo Ogura                                       |                                                                       | 5:56 |
| 15. | Epilogue ~Love Place~              | Kana Nishino                 | DJ Mass, Kyoko Osako, Emi Hayashi, Toshihiro Takita | VIVID Neon*, Kyoko Osako                                              | 1:41 |

| 1.  | Alright (vidéo-clip)             |  |  |
| 2.  | Alright (Making of)              |  |  |
| 3.  | Tatoe Donna ni... (vidéo-clip)   |  |  |
| 4.  | Tatoe Donna ni... (Making of)    |  |  |
| 5.  | SAKURA, I love you? (vidéo-clip) |  |  |
| 6.  | SAKURA, I love you? (Making of)  |  |  |
| 7.  | Watashitachi (vidéo-clip)        |  |  |
| 8.  | Watashitachi (Making of)         |  |  |
| 9.  | GO FOR IT!! (vidéo-clip)         |  |  |
| 10. | GO FOR IT!! (Making of)          |  |  |